# Liste der Naturschutzgebiete im Landkreis Rostock
Im Landkreis Rostock gibt es 44 Naturschutzgebiete.
| Name des Gebietes                       | Bild           | Kennung | WDPA   | Landkreis / Stadt                                        | Beschreibung / Bemerkungen | Standort | Fläche in Hektar | Datum der Verordnung |
| --------------------------------------- | -------------- | ------- | ------ | -------------------------------------------------------- | -------------------------- | -------- | ---------------- | -------------------- |
| Ahrenshäger See                         | weitere Bilder | N 227   | 162050 | Landkreis Rostock                                        |                            | Position | 41               | 1990                 |
| Beketal                                 | weitere Bilder | N 302   | 162366 | Landkreis Rostock                                        |                            | Position | 112              | 1995                 |
| Binsenbrink im Teterower See            | weitere Bilder | N 2     | 162424 | Landkreis Rostock                                        |                            | Position | 74               | 1941                 |
| Bockhorst                               | weitere Bilder | N 290   | 318209 | Landkreis Rostock                                        |                            | Position | 64               | 2000                 |
| Breeser See                             | weitere Bilder | N 105   | 14358  | Landkreis Rostock                                        |                            | Position | 162              | 1982                 |
| Brooksee                                | weitere Bilder | N 318   | 318244 | Landkreis Rostock                                        |                            | Position | 26               | 1999                 |
| Conventer See                           | weitere Bilder | N 12    | 14324  | Landkreis Rostock                                        |                            | Position | 224              | 1939                 |
| Cossensee                               |                | N 262   | 318277 | Landkreis Rostock                                        |                            | Position | 137              | 2001                 |
| Dammer Postmoor                         | weitere Bilder | N 183   | 165025 | Landkreis Rostock                                        |                            | Position | 245              | 2000                 |
| Durchbruchstal der Warnow und Mildenitz | weitere Bilder | N 70    | 162825 | Landkreis Ludwigslust-Parchim, Landkreis Rostock         |                            | Position | 71               | 1967                 |
| Ehmkendorfer Moor                       | weitere Bilder | N 215   | 378069 | Landkreis Rostock                                        |                            | Position | 38               | 1990                 |
| Entenmoor Moitin                        |                | N 125   | 162958 | Landkreis Rostock                                        |                            | Position | 31               | 1995                 |
| Freienholz (Kriegholz)                  | weitere Bilder | N 205   | 163148 | Landkreis Rostock                                        |                            | Position | 59               | 1961                 |
| Göldenitzer Moor                        | weitere Bilder | N 30    | 14326  | Landkreis Rostock                                        |                            | Position | 901              | 2008                 |
| Gramstorfer Berge                       | weitere Bilder | N 216   | 378089 | Landkreis Rostock                                        |                            | Position | 47               | 1990                 |
| Griever Holz                            |                | N 181   | 163325 | Landkreis Rostock                                        |                            | Position | 186              | 1990                 |
| Groß Potremser Moor                     |                | N 209   | 163333 | Landkreis Rostock                                        |                            | Position | 186              | 1993                 |
| Großes Holz                             | weitere Bilder | N 31    | 163372 | Landkreis Rostock                                        |                            | Position | 20               | 1961                 |
| Gruber Forst                            | weitere Bilder | N 182   | 163394 | Landkreis Rostock                                        |                            | Position | 376              | 1990                 |
| Gültzsee                                |                | N 198   | 163410 | Landkreis Rostock                                        |                            | Position | 192              | 1997                 |
| Gutower Moor und Schöninsel             | weitere Bilder | N 261   | 318481 | Landkreis Rostock                                        |                            | Position | 365              | 2000                 |
| Hohe Burg und Schwarzer See             | weitere Bilder | N 34    | 14349  | Landkreis Rostock                                        |                            | Position | 118              | 1961                 |
| Hütter Klosterteiche                    | weitere Bilder | N 319   | 344589 | Landkreis Rostock                                        |                            | Position | 57               | 2005                 |
| Kösterbeck                              | weitere Bilder | N 226   | 164215 | Landkreis Rostock                                        |                            | Position | 231              | 1995                 |
| Krakower Obersee                        | weitere Bilder | N 119   | 14351  | Landkreis Rostock                                        |                            | Position | 1179             | 2000                 |
| Maibachtal                              | weitere Bilder | N 214   | 378120 | Landkreis Rostock, Landkreis Vorpommern-Rügen            |                            | Position | 90               | 1990                 |
| Nebel                                   | weitere Bilder | N 137   | 164765 | Landkreis Rostock                                        |                            | Position | 843              | 1995                 |
| Peetscher See                           | weitere Bilder | N 117   | 14350  | Landkreis Rostock                                        |                            | Position | 204              | 1982                 |
| Recknitzwiesen                          |                | N 211   | 378346 | Landkreis Rostock                                        |                            | Position | 554              | 1990                 |
| Reppeliner Bachtal                      | weitere Bilder | N 213   | 165141 | Landkreis Rostock                                        |                            | Position | 77               | 1995                 |
| Ribnitzer Großes Moor                   | weitere Bilder | N 14    | 14327  | Landkreis Vorpommern-Rügen, Landkreis Rostock            |                            | Position | 274              | 1939                 |
| Riedensee                               | weitere Bilder | N 271   | 378347 | Landkreis Rostock                                        |                            | Position | 120              | 2010                 |
| Rugenseemoor                            |                | N 234   | 165245 | Landkreis Rostock                                        |                            | Position | 10               | 1990                 |
| Schlichtes Moor                         |                | N 114   | 165414 | Landkreis Rostock                                        |                            | Position | 58               | 1982                 |
| Stegendieksbach                         |                | N 207   | 165661 | Landkreis Rostock                                        |                            | Position | 63               | 1995                 |
| Teterower Heidberge                     | weitere Bilder | N 184   | 165854 | Landkreis Rostock                                        |                            | Position | 198              | 1990                 |
| Teufelsmoor bei Horst                   | weitere Bilder | N 222   | 165867 | Landkreis Rostock                                        |                            | Position | 305              | 1996                 |
| Teufelssee bei Thelkow                  | weitere Bilder | N 66    | 165871 | Landkreis Rostock                                        |                            | Position | 9                | 1967                 |
| Trebeltal                               | weitere Bilder | N 185   | 165938 | Landkreis Rostock                                        |                            | Position | 843              | 1990                 |
| Unteres Warnowland                      | weitere Bilder | N 224   | 319248 | Landkreis Rostock, Stadt Rostock                         |                            | Position | 1162             | 2001                 |
| Upahler und Lenzener See                | weitere Bilder | N 116   | 14359  | Landkreis Rostock, Landkreis Ludwigslust-Parchim         |                            | Position | 537              | 1999                 |
| Wüste und Glase                         |                | N 281   | 378358 | Landkreis Mecklenburgische Seenplatte, Landkreis Rostock |                            | Position | 339              | 2008                 |
| Wustrow                                 | weitere Bilder | N 141   | 166382 | Landkreis Rostock                                        |                            | Position | 1999             | 1997                 |
| Zehlendorfer Moor                       | weitere Bilder | N 86    | 166393 | Landkreis Rostock                                        |                            | Position | 90               | 1972                 |

## Quelle
- Landesamt für Umwelt, Naturschutz und Geologie Mecklenburg-Vorpommern, Liste der Naturschutzgebiete (Version vom 31. Dezember 2015)
- Common Database on Designated Areas Datenbank, Version 14